# Claviphantes
Genre
Claviphantes est un genre d'araignées aranéomorphes de la famille des Linyphiidae.

## Distribution
Les espèces de ce genre sont endémiques du Népal.

## Liste des espèces
Selon World Spider Catalog (version 16.5, 05/08/2015) :
- Claviphantes bifurcatoides (Tanasevitch, 1987)
- Claviphantes bifurcatus (Tanasevitch, 1987)

## Publication originale
- Tanasevitch & Saaristo, 2006 : Reassessment of the Nepalese species of the genus Lepthyphantes Menge s. l. with descriptions of new Micronetinae genera and species (Araneae, Linyphiidae, Micronetinae). Senckenbergiana biologica, vol. 86, no 1, p. 11-38.